# Dar Othman

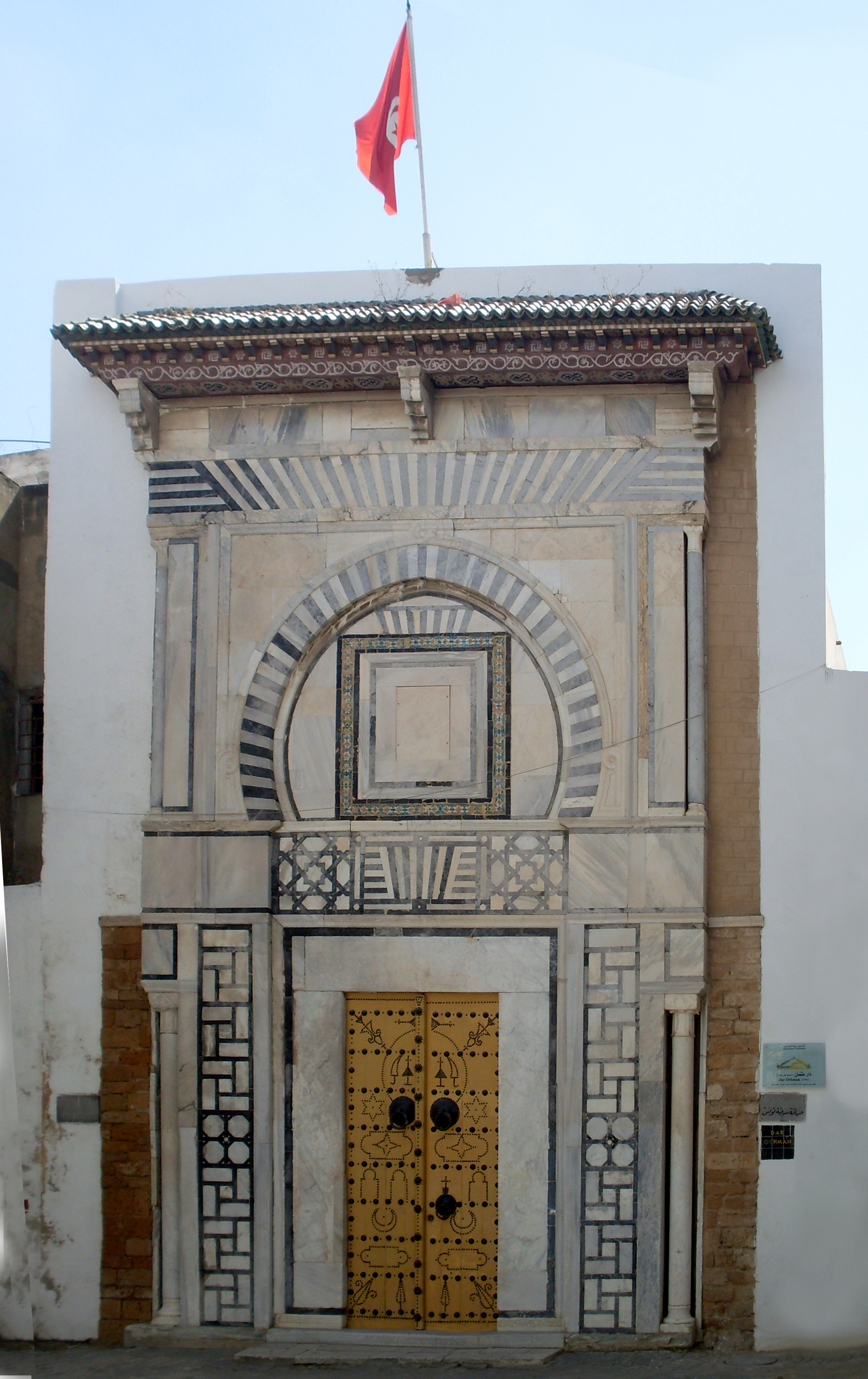
De voorgevel van Dar Othman

Dar Othman (Arabisch: دار عثمان) is een paleis in de medina van Tunis. Het paleis bevindt zich in het zuidelijke deel van de medina, in de buurt van het paleis Dar Ben Abdallah. 

## Historie
Het paleis is gebouwd door Othman Dey aan het einde van de 16e eeuw (rond 1595). Vervolgens heeft hij hier geresideerd tot aan zijn dood in 1610. In later tijd hebben er ook Hussein Bey en Ibd Mahmud er gewoond. Tijdens de eerste helft van de 19e eeuw werd het paleis door Hussein II ibn Mahmud veranderd in een opslagplaats, waarin de voorraden van militairen uit de naburige kazernes werden opgeslagen. Zo kreeg het paleis de benaming Dar Al Oula, wat "voorraadhuis" betekent. Uiteindelijk werd het paleis in 1936 geclassificeerd als een historisch monument.

## Architectuur
De zwart en wit marmeren façade van het gebouw bestaat uit twee lateien en wordt bekroond met een houten luifel. De twee lateien worden van elkaar gescheiden door een spitse hoefijzerboog. In het onderste deel van de façade bevindt zich de eigenlijke deur, met daarop drie kloppers en versierd met motieven van spijkerwerk. Het onderste deel wordt geflankeerd door twee marmeren zuilen met daarop een kapiteel in Andalusische stijl, terwijl de kapitelen van de twee zuilen die het bovenste deel flankeren in Hafsidische stijl zijn. 
Achter de toegangsdeur bevindt zich de driba, een vierkante vestibule. In deze ruimte werden bezoekers ontvangen. De vloer is geplaveid met Kadhal-tegels en tegen de muren staan stenen banken. De muren zijn versierd met zowel stucwerk als keramisch tegelwerk, met daarin geometrische en plantdecoraties in Andalusische stijl. Het plafond is gemaakt van houten balken en stijgt trapsgewijze van beneden naar boven. De vestibule leidt naar een patio die maar twee zuilengangen heeft, in tegenstelling tot de overige paleizen in de medina die vier zuilengangen hebben. In de patio is een tuin met planten en kleine bomen. De binnenplaats wordt omringd door vier T-vormige kamers, met elk twee alkoven.

## Afbeeldingen

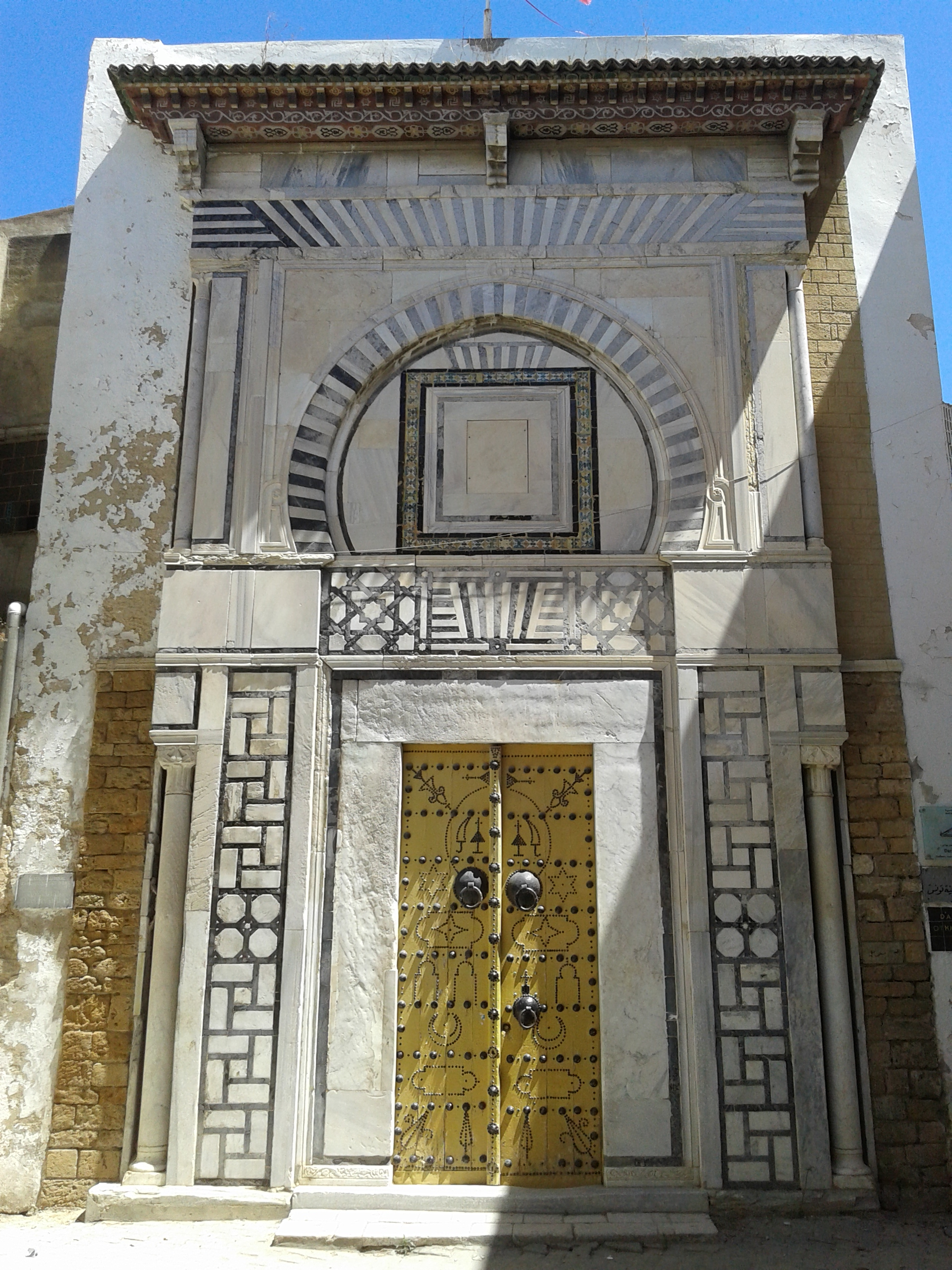
Façade
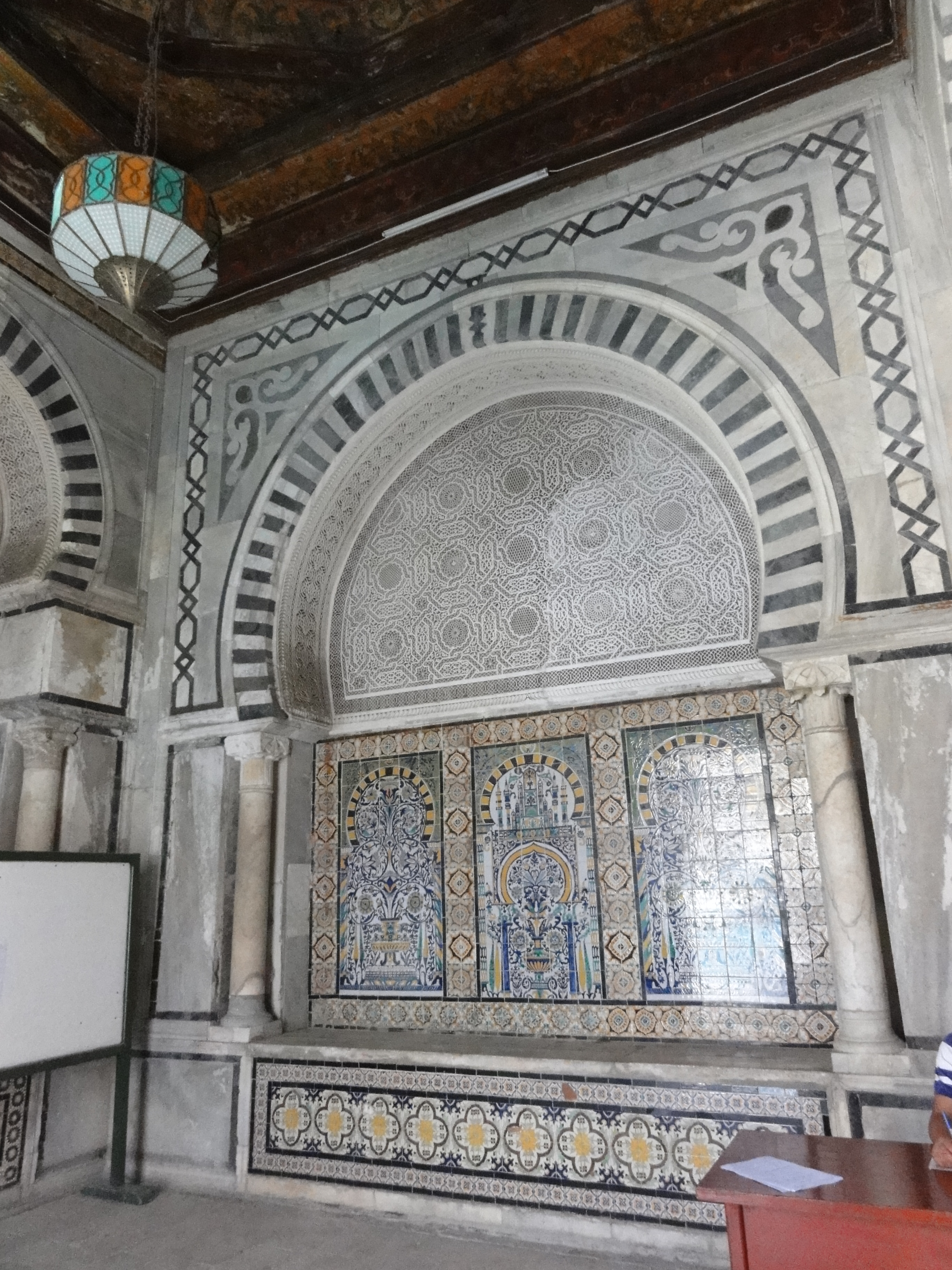
Vestibule
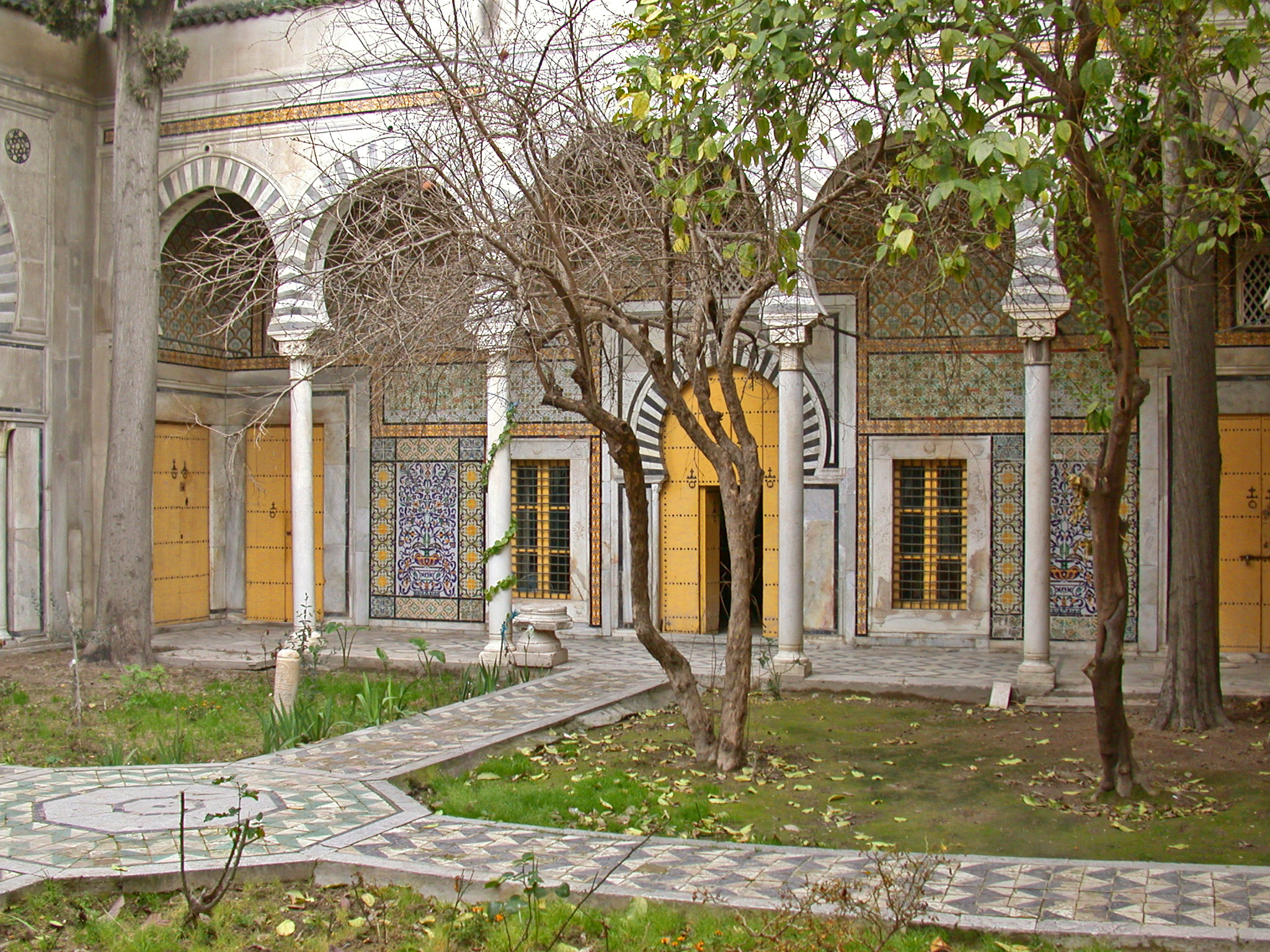
Patio
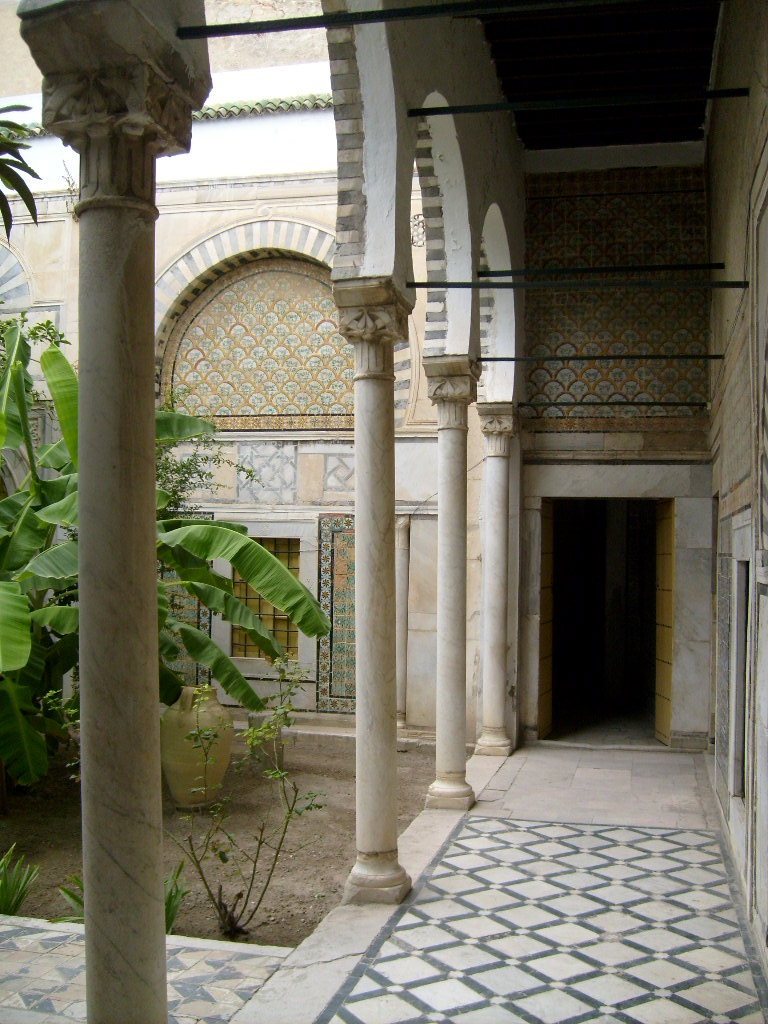
Zuilengang
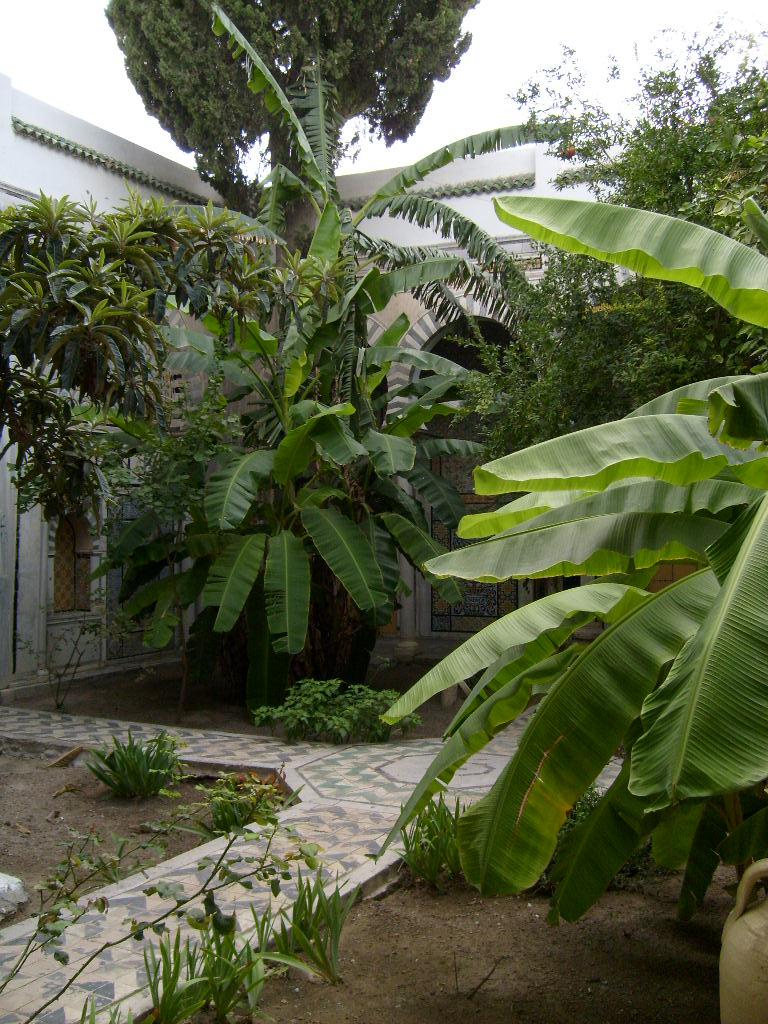
Tuin